# 长乐水
长乐水，流经中国湖南省宜章县和广东省乐昌市，是武水右岸支流，发源于湖南宜章县南部，莽山国家森林公园东南的相思坑，西北流经宜章县莽山瑶族乡，于天塘乡笠头村（原属东风乡）转北流，至长村乡小水口转东北流，经栗源镇，过老坪山进入广东省乐昌市境内，于乐昌市坪石镇成家岸汇入武水。河长115千米，河道比降3.28‰，落差1382米，流域面积1223平方千米（其中84.5%在湖南境内）。